# 福津市立福間小学校
福津市立福間小学校 (ふくつしりつ ふくましょうがっこう) は、福岡県福津市西福間2丁目にある公立小学校。

## 沿革
- 1874年（明治7年） - 福間・松原の二校を創立。
- 1878年（明治11年） - 福間・松原の両校を合併し諏訪小学校となる。
- 1886年（明治19年） - 下西郷尋常小学校と改称。
- 1909年（明治42年） - 福間尋常高等小学校と改称。
- 1924年（大正13年） - 校地を移転し、校舎を新築。
- 1932年（昭和7年） - 講堂を新築。
- 1941年（昭和16年） - 国民学校令により、福間国民小学校と改称。
- 1947年（昭和22年） - 学制改革により、福間町立福間小学校と改称。
- 1965年（昭和40年） - 鉄筋校舎へ改築。
- 1974年（昭和49年） - 創立100周年記念行事。
- 1975年（昭和50年） - プール竣工。
- 1978年（昭和53年） - 体育館新築。
- 1981年（昭和56年） - 学区の一部を分離し、福間南小学校開校。
- 1995年（平成7年） - 校舎大規模改修。
- 1998年（平成10年） - 豊かな心育成実践交流会開催。
- 2005年（平成17年）1月24日 - 町村合併による福津市発足により、福津市立福間小学校と改称。
- 2008年（平成20年） - 給食室新築。
- 2010年（平成22年） - コミュニティ・スクールふくま発足。
- 2017年（平成29年） - 校舎（教室棟）解体・新築工事開始。
- 2020年（令和2年） - 校舎（教室棟）完成。
- 2022年　（令和４年）−家庭科室工事

## 通学区域
出典
- 南町区・緑町区・本町区・福間松原区・昭和区・西福間1区・西福間5区・古町区・大和1区・大和2区・花見1区・花見2区・花見3区・花見4区

## 交通
- ふくつミニバス福間周回線「本町」バス停下車後、徒歩約185m・約3分。
  - なお、「福間小学校入口」バス停もあるが、学校敷地までは近いが、校門があるところまでは、「本町」バス停の方が近い。
- JR鹿児島本線福間駅（みやじ口(西口)）から、
  - 上述の「ふくつミニバス」で、「本町」バス停まで16分、下車後徒歩。ふくつミニバスは片方向のため、「本町」バス停から福間駅までは6分。
  - 徒歩で、約1.1km・約16分。

## 著名な出身者
- 島内颯太郎 (プロ野球選手)